# ジョン・フィリップ・スーザ
ジョン・フィリップ・スーザ（英語: John Philip Sousa [ˈsuːzə, ˈsuːsə]、1854年11月6日 - 1932年3月6日）は、アメリカの作曲家、指揮者。『雷神』『ワシントン・ポスト』、『星条旗よ永遠なれ』など100曲を超えるマーチを作曲し、「マーチ王」と呼ばれる。ほかオペレッタや組曲などを作曲した。
ワシントンD.C.に生まれたスーザは、ワシントンのオーケストラのヴァイオリン奏者として初めて正式にキャリアをスタートし、ジョン・エスプータ（John Esputa）とジョージ・フェリックス・ベンケルト（George Felix Benkert）のもとで音楽理論と作曲を学び、父親は、1868年に彼をアメリカ海兵隊軍楽隊に見習いとして入隊させた。1875年に引退した後は、5年間またヴァイオリン奏者の職に戻り、同時に指揮を学びました。 1880年、スーザはアメリカ海兵隊軍学隊に復帰し、そこで12年間監督を務め、ワシントン海兵隊楽団のバンドリーダーに指名された。1880年から1932年に亡くなるまで、スーザは指揮と作曲に専念した。それだけでなく、彼は金管楽器を改造して、マーチングバンドなどでよく用いられるマーチング用チューバのスーザフォーンを考案するなど、19世紀のバンド音楽発展に貢献した。

## 生涯

### 幼少期

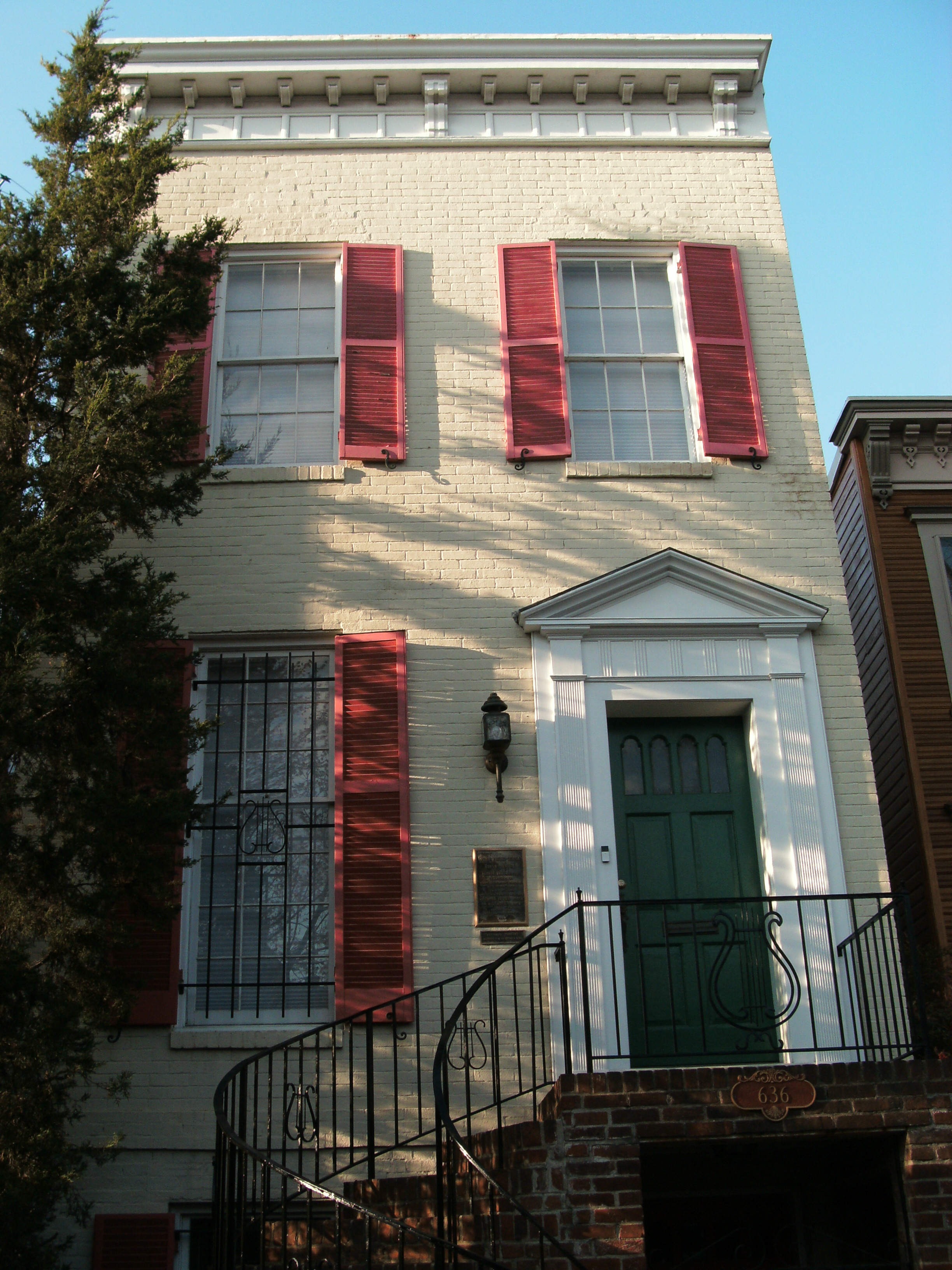
スーザの生家

ワシントンD.C.に生まれる。父はポルトガル人の両親の元にスペインに生まれ、大統領直属ワシントン海兵隊楽団のトロンボーン奏者だった。母はバイエルンで生まれた。周囲に音楽があふれている環境の中で、スーザは自然に音楽と親しむようになる。7歳のとき音楽の勉強を始め、楽器演奏のほかに声楽にも熱中した。熱中するあまり、勝手に楽団にもぐりこんで演奏に加わったりした。1868年、13歳のときにすんでのところでサーカスのバンドに入団するところだったが、父親が介入し、父の紹介でワシントン海兵隊楽団に見習いとして入団した。1875年、20歳で退団してからは、ワシントンのオーケストラのヴァイオリン奏者および指揮者として各地を巡業した。その最中にはアーサー・サリヴァンなどと親しくなったりもした。
1880年に古巣のワシントン海兵隊楽団からバンドリーダーに指名され楽団に復帰した。12年間にわたってスーザは海兵隊楽団の第17代リーダーをつとめ、その間1886年の『剣闘士』ではじめてスーザは作曲家として成功した。『ワシントン・ポスト』(1889)や『雷神』(1889)など、スーザのもっとも有名な作品の多くはこの時期に書かれた。中でも『ワシントン・ポスト』は国際的な名声を得た。ヨハン・シュトラウス2世が「ワルツ王」と呼ばれたのをもじってスーザが「マーチ王」と呼ばれるようになったのもこの時である。
1891年および1892年にスーザはアメリカ国内各地をまわる海兵隊楽団の演奏旅行を行い、その後の伝統となった。
1892年、海兵隊楽団の管理者であったデヴィッド・ブレイクリーの誘いで楽団を辞任し、スーザ吹奏楽団を結成。スーザは指揮者・コンサートの選曲者・作曲者・編曲者・楽団の管理者として多忙をきわめた。9月26日にニュージャージー州プレインフィールドで第1回の公演を行い、そのまま全米各地への演奏旅行に出発した。ブレイクリーの根回しが少々雑だったのか、公演は必ずしもすべて成功とはいかなかったとされる。1896年、スーザがヨーロッパで休暇を取っている時にブレイクリーが急死し、その報を聞いて帰国する船の中で『星条旗よ永遠なれ』の旋律が浮かんだという。
スーザ吹奏楽団は毎年全米各地をツアーしたほかに、1910年から翌年にかけてワールド・ツアーを行い、そのほかにヨーロッパ・ツアーを4回実行した。ワールド・ツアーではハワイや南半球のオーストラリア、南アフリカなどへの演奏旅行に出かけたが、1914年、第一次世界大戦の勃発に伴い、吹奏楽団を解散。スーザ自身も海軍大尉に任官する。終戦後、少佐で退役後吹奏楽団を再結成し、レコーディングや演奏旅行、そして1922年から始まったラジオへの出演など、大戦前以上に精力的に活動した。1932年3月6日、ペンシルベニア州レディングで地元のリングゴールド・バンドのリハーサルを行った後に急死した。スーザ吹奏楽団も解散となった。
スーザは音楽以外にも多彩な才能を見せており、3篇の小説と自伝（『Marching Along』1928）を著している。クレー射撃にも熱心で、高い技術を有していた。スーザ吹奏楽団は野球チームを持っており、スーザ本人がピッチャーをつとめた。野球を題材にした行進曲『国技』(The National Game)も作曲している。

## 栄誉
スーザは没後に数多くの栄誉が与えられた。

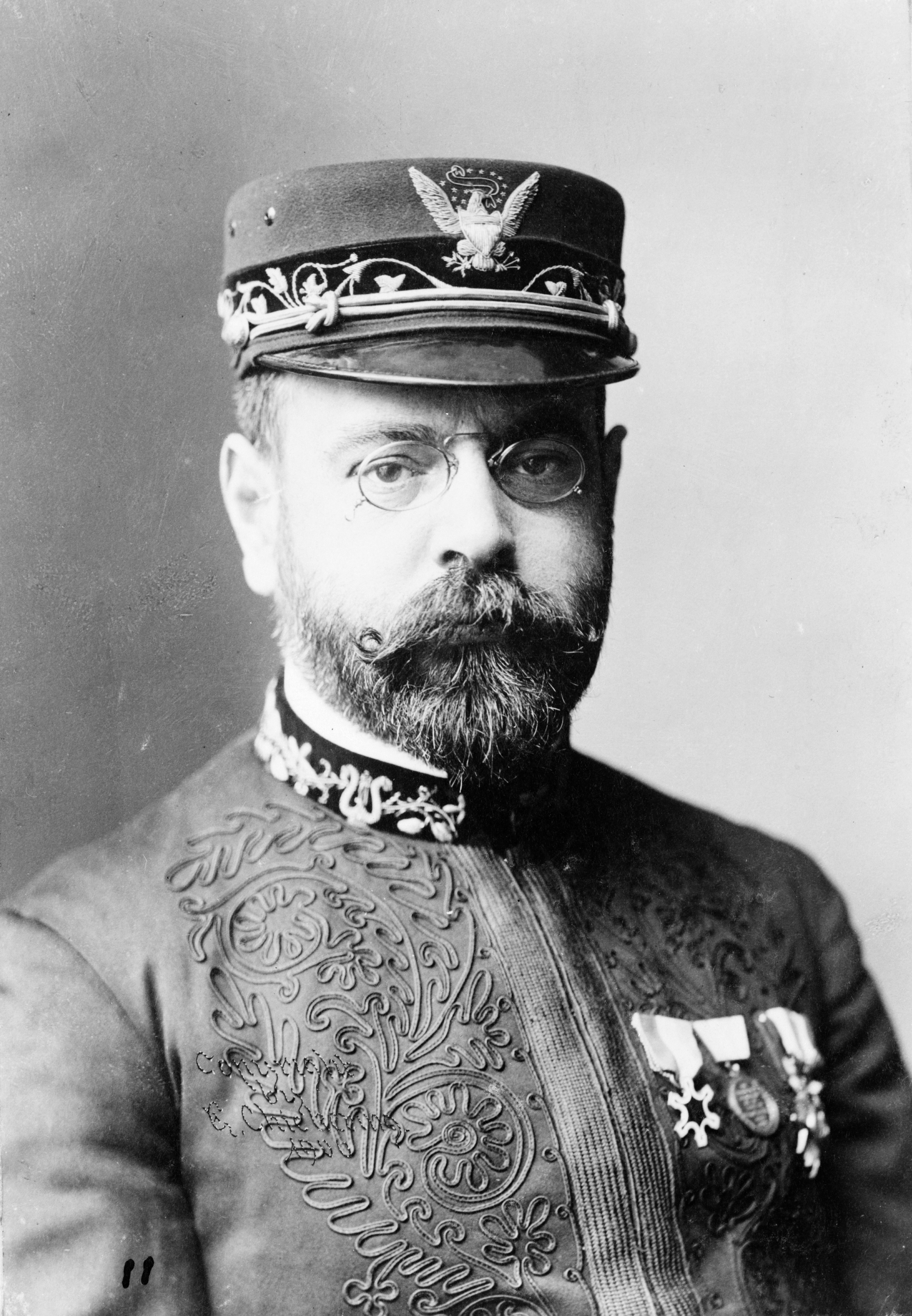
1900年頃、エルマー・チッカリング撮影

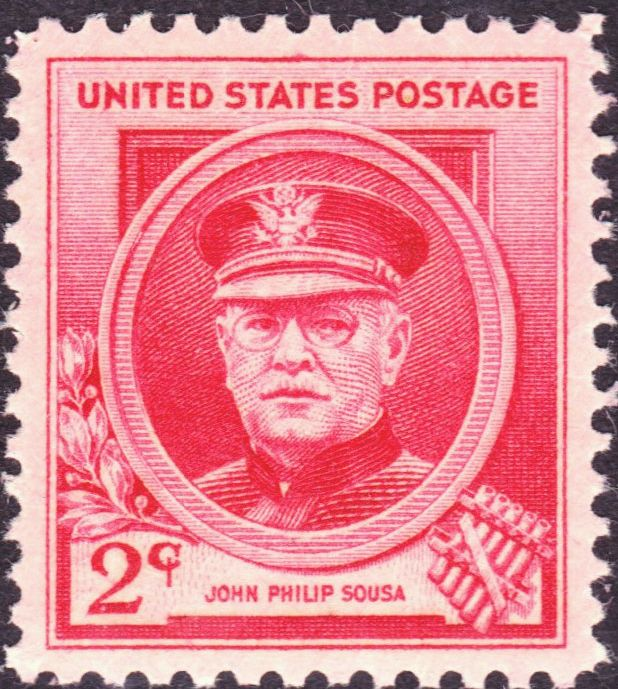
1940年の切手

- 1939年にアナコスティア川に新しくかけられたワシントンD.C.のペンシルベニア通り橋がスーザの追憶に捧げられた (John Philip Sousa Bridge) [2]。
- 1974年に歴史的な海兵隊楽団のホールが『ジョン・フィリップ・スーザ・ホール』と改名された。第二次世界大戦のリバティ船であるSSジョン・フィリップ・スーザの鐘がここに所蔵されている[2]。
- 1976年にスーザは偉大な米国人の殿堂（英語版）入りした[2]。
- 1987年に『星条旗よ永遠なれ』がアメリカ合衆国の国の行進曲に指定された[2]。
- 2004年、スーザの生誕150周年を記念して、海兵隊楽団はスーザ式のコンサートを行い、その後毎年の恒例行事になっている[2]。
- 2005年、海兵隊楽団のホールの外にスーザの銅像が建てられた[2][9]。

## スーザとフリーメイソン
スーザは1881年、26歳のときにフリーメイソンに入会し、1886年にはワシントンDCのテンプル騎士団のナイトに叙せられた。1922年にはAncient Arabic Order of the Nobles of the Mystic Shrine（後のシュライナー）のアルマス・テンプルに入会し、その名誉バンド・リーダーの地位を与えられた。
スーザの行進曲のうち、以下の3曲がフリーメイソンと関係する。
- 十字軍戦士（1888）[11]
- 雷神（1889）[12]
- 神秘な聖堂の貴族たち（1923）[13]

## 作品

### 行進曲
アメリカ海兵隊軍楽隊が新校訂譜によるマーチ全集の出版を2015年から開始しており、公式サイトで楽譜と録音が配布されている。いくつかの代表曲は観賞用としても評価が高いこともあり、管弦楽にアレンジされてエイドリアン・ボールト指揮ロンドン・フィルハーモニー管弦楽団、レナード・バーンスタイン指揮ニューヨーク・フィルハーモニックといった有名指揮者と一流オーケストラによっても録音されている。吹奏楽による録音は上記全集以外にも、スーザ名曲集の形で、あるいはマーチ名曲集の中の数曲として、またレコード時代にはシングル盤として、古くから無数に行われている。
- 閲兵（1873）
- 挨拶（1873）
- フェニックス・マーチ（1875）
- 名誉の死（1876）
- 復活マーチ（1876）
- ドナウ渡河（1877）
- 団結心（1878）
- 再開マーチ（1879）
- 職探し（1879）
- 地球と鷲（1879）
- 我々の恋愛ごっこ（1880）
- 承認（1880ごろ）
- マザーグース（1880）
- ガーフィールド大統領就任式マーチ（1881）
- ライト・フォワード（1881）
- 右へ倣え（1881）
- ウルヴァリン・マーチ（1881）
- 追憶（1881）
- ヨークタウン100年祭（1881）
- 議事堂（1882）
- 金星の日面通過（1883）
- 愛しいアニー・ローリー（1883）
- ご婦人方のお気に入り（1883）
- ライト・レフト（1883）
- 白い羽毛飾り（1884）
- 家路（1885）
- ミカド・マーチ（1885、サリヴァンの作品による）
- マザー・ハバード・マーチ（1885）
- 時の勝利（1885）
- サウンド・オフ（1885）
- 剣闘士（英語版）（1886）
- 小銃歩兵連隊（1886）
- 西洋人（1887）
- 十字軍戦士（1888）
- 国防軍（1888）
- 忠誠（1888）
- ベン・ボルト（1888）
- ワシントン・ポスト（1889）
- 騎馬闘牛士（1889）
- キルティング・パーティー・マーチ（1889）
- 雷神（1889）
- 士官候補生（ハイスクール・カデッツ）（1890）
日本では一般に「士官候補生」と訳され古くから定着しているが、「コーコラン・カデッツ」や「ナショナル・フェンシブルズ」と同様に、高校生のドリルチーム「ハイスクール・カデッツ」の委嘱により作曲されたもので、軍隊の教練とは直接関係はない[16]。
- 忠誠軍団（1890）
- コーコラン・カデッツ（1890）
- オン・パレード（1892）
- シカゴの美人（1892）
- トリトン（1892）
- ロイヤル・トランペットのマーチ（1892）
- 理想美（1893）
- 自由の鐘（1893）
- マンハッタン・ビーチ（1893）
1957年の全日本吹奏楽コンクール「大学・一般の部」の課題曲に指定されている。
- 理事会（1894）
- キング・コットン（英語版）（1895）
- エル・カピタン（1896）
1956年の全日本吹奏楽コンクール「職場の部」の課題曲に指定されている。
- 星条旗よ永遠なれ（1896）
- 許嫁（1897）
- 海を越える握手（1899）
- 銃後の男（1899）
- 自由の精神万歳（1900）
- 無敵の鷲（1901）
- ピッツバーグの誇り（1901）
- エドワード皇帝（1902）
- 船乗り（1903）
- 外交官（1904）
- フリーランス（1906）
- パウワタンの娘（1907）
- 美中の美（1908）
- ヤンキー海軍の栄光（1909）
- イギリス連邦（1910）
- メイン州からオレゴン州まで（1913）
- 子羊のマーチ（1914）
- コロンビアの誇り（1914）
- パナマの開拓者（1915）
- ニューヨーク曲馬場（1915）
- パンアメリカン・マーチ（1915）
- アメリカ・ファースト（1916）
- ボーイスカウト・アメリカ連盟（1916）
- 白バラ（1917）
- 進めウィスコンシンよ永遠に（1917）
- 海軍予備役（1917）
- 自由公債（1917）
- アメリカ野砲隊（1917）
- ヴォランティアたち（1918）
- 強者は前線へ（1918）
- チャンティマンのマーチ（1918）
- アメリカ陸軍救急隊マーチ（1918）
- サーベルと拍車（1918）
- 結婚行進曲（1918）
- 錨と星（1918）
- 自由諸国の旗（1918）
- 銃弾と銃剣（1918）
- ゴールデン・スター（1919）
- 海軍紳士録（1920）
- 在郷軍人会の戦友たち（1920）
- キャンパスにて（1920）
- 合衆国と歩調をそろえて（1921）
- 勇敢な第7連隊（英語版）（1922）
- 不屈の大隊（1922）
- 神秘な聖堂の貴族たち（1923）
- ミトンの男たちのマーチ「力と栄光」（1923）
- 由緒ある砲兵中隊（1924）
- マーケット大学マーチ（1924）
- 黒馬騎兵中隊（1924）
- 国技（1925）
- 150年祝祭博覧会マーチ（1926）
- 全世界の平和（1925or1926ごろ）
- グリッドアイアン・クラブ（1926）
- ウルヴァリンの誇り（1926）
- オールド・アイアンサイズ（1926）
- ミネソタ・マーチ（英語版）（1927）
- マグナカルタ（1927）
- 国旗に捧げし騎兵隊（1927）
- アトランティックシティー・ページェント（1927）
- ネブラスカ大学（1928）
- 50年祝祭（1928）
- ニューメキシコ（1928）
- 魅惑の王子（1928）
- セヴィリアの花（1929）
- イリノイ大学（1929）
- デントンの娘たち→ワシントン記念フォシェイ・タワー（1929）
- テキサスの娘たち（1929）
- ロイヤル・ウェルシュ・フュージリアーズ（英語版）第1番（1929）
- ロイヤル・ウェルシュ・フュージリアーズ第2番（1930）
- （タイトルなし）（1930）
- ジョージ・ワシントン200年祭（1930）
- 救世軍（1930）
- ハーモニカの魔術師（1930）
- 在郷軍人（1930）
- 進歩の1世紀（1931）
- ワイルドキャッツ（1930or1931ごろ）
- カンザス・ワイルドキャッツ（1931）
- 飛行士（1931）
- 北部の松（1931）
- 周航者クラブ（1931）

### オペレッタ
- キャサリーン（上演はされなかった）
- 我々の恋愛ごっこ
- フローリン（未完成）
- 密輸業者
- デジレ（英語版）
- エル・カピタン
  - 1896年4月13日、ボストンで初演。17世紀のペルーを支配していた臆病な総督が主役の3幕もののオペレッタである。同名の行進曲は、第1幕の主題と第3幕の幕切れを活用している。スーザのオペレッタの中では一番成功した作品であるが、行進曲のほうが有名になってからは忘れ去られていた。しかし、1992年にブロードウェイで久しぶりに上演されている。
- アイルランドの竜騎兵
- 許婚
- クリスと魔法のランプ（英語版）
- いかさま師
- フリーランス
- ペンザンスの海賊（サリヴァン原曲）

### その他の作品
ワルツ
- ポトマック川の月光（1872、最初の作品）

その他
- グライディング・ガール・タンゴ
- ピーチとクリームのフォックストロット
- ガーシュウィンの「スワニー」によるユモレスク
- ユモレスク「希望のきざしを求めて」
- 組曲「キューバランド」
- 組曲「北米の人々」
- 組曲「ポンペイ最期の日」
- ミルラ・ガヴォット
- 描写曲「シェリダンの騎行」